# Esola bulligeri
Esola bulligeri är en kräftdjursart som beskrevs av Farran 1913. Esola bulligeri ingår i släktet Esola och familjen Laophontidae. Inga underarter finns listade i Catalogue of Life.